# ایناس ایکس
ایناس ایکس خوانندهٔ آمریکایی فلسطینی‌تبار است.  او بیشتر برای تک‌آهنگ‌هایش «Love Is»، که در جدول آهنگ‌های باشگاه رقص به رتبه ۱۲ رسید،  و «Stupid» با همکاری پی‌ان‌بی راک شناخته می‌شود. 

## حرفه
ایناس ایکس در نوامبر ۲۰۱۵، قطعهٔ «Love Is» را منتشر کرد که بعدا توسط Remy Boy Monty ریمیکس شد. 
همچنین او در سپتامبر ۲۰۱۶، قطعهٔ «Stupid» را با همکاری پی‌ان‌بی راک همراه با یک موزیک ویدئو که برای اولین بار در ام‌تی‌وی پخش شد منتشر کرد. 

## ترانه‌شناسی

### تک‌آهنگ

#### به عنوان هنرمند اصلی
| عنوان                      | سال  | بالاترین رتبه در چارت | آلبوم |
| عنوان                      | سال  | ترانه‌های باشگاه رقص   | آلبوم |
| -------------------------- | ---- | --------------------- | ----- |
| "عشق است"                  | ۲۰۱۵ | ۱۲                    | آلبوم |
| "من را بالا می برد"        | ۲۰۱۶ | —                     | آلبوم |
| "احمق" همراه با پی‌ان‌بی راک | ۲۰۱۶ | —                     | آلبوم |
| "بدون عشق"                 | ۲۰۱۸ | —                     | آلبوم |
| "از من بگیر"               | ۲۰۱۸ | —                     | آلبوم |
| "Bailalo"                  | ۲۰۱۸ | —                     | آلبوم |
| "Lick on Me"               | ۲۰۱۹ | —                     | آلبوم |
| "من ۲"                     | ۲۰۱۹ | —                     | آلبوم |
| "Bo$$"                     | ۲۰۱۹ | —                     | آلبوم |

## تور
ایناس ایکس در سال ۲۰۱۶، تور Welcome to the Zoo را افتتاح کرد: این تور در بیست‌ودو تاریخ در ۵ فوریه در سیلور اسپرینگ، مریلند آغاز شد و تا ماه مارس در سراسر ایالات متحده ادامه داشت،و در نهایت در بوستون، نیویورک، فیلادلفیا، و آتلانتا، در سینسیناتی در تاریخ ۲۵ مارس به پایان رسید. 
ایناس ایکس در سال ۲۰۱۹ تور The Hood So Proud اجرا کرد که۱۷ روز به طول کشید. 